# Chiesa di Santa Maria dell'Incoronata (Martinengo)
La chiesa di Santa Maria Incoronata o semplicemente chiesa dell'Incoronata è un luogo di culto cattolico di Martinengo, in provincia di Bergamo, situato in via dell'Incoronata, e fa parte dell'ex monastero francescano dell'Incoronata sede della Congregazione della Sacra Famiglia di Bergamo.

## Storia
Nel 1471 Bartolomeo Colleoni, alla morte della moglie Tisbe Martinengo per esaudire a un suo voto, ottenne dal papa Paolo II l'autorizzazione di costruire a Martinengo, un convento maschile e uno femminile, in località Cantone Spineto dove l'anno successivo comperò terreni e fabbricati.
Quaranta giorni prima della sua morte, i due istituti erano sicuramente attivi perché è del 18 settembre 1475 la concessione di grazie e indulgenze della bolla pontificia di papa Sisto V ai monasteri di Santa Chiara dell'ordine delle clarisse e dell'Incoronata dei frati francescani minori che erano edificati e attivi. A un anno dalla morte del condottiero la chiesa venne consacrata dal vescovo Ludovico Donato nel 1476 con il titolo di Santa Maria Incoronata.
Nel 1857 il monastero fu acquistato da santa Paola Elisabetta Cerioli, diventando successivamente sede dei frati della Sacra Famiglia di Bergamo..

## Descrizione

### Esterno
La facciata della chiesa si presenta con un portale ad arco a tutto sesto in arenaria sormontato da una lunetta con l'affresco della Natività con angeli, e due finestre ad arco acuto tribolato. L'architrave ospita il trigramma di san Bernardino Le pareti esterne presentano una decorazione ad archetti in terra cotta su tutto il giro dell'edificio. Il campanile è inserito nell'abside fu quindi costruito contemporaneamente all'edificio centrale.

### Interno
L'interno presenta le medesime composizioni delle chiese francescane. La navata si divide in due aule. La prima, riservata ai fedeli, ha una copertura lignea con decorazioni in oro. Quattro cappelle sono poste sul lato settentrionale con modifiche eseguite in epoca barocca ma con alcune tracce della quattrocentesca afrescatura, in particolare nella prima cappella dedicata al santo d'Assisi. Le cappelle sono; Cappella Santa famiglia con pala d'altare opera del 1977 del pittore Sergio Fasolini di Martinengo; l'altare risale al 1740 di Giuseppe Caniana. L'altare e la pala furono voluti dal frate Bonaventura che era in quegli anni il guardiano del convento. Il tabernacolo è stato realizzato in madreperla da Caterina Caniana.
Segue la cappella dedicata a Maria Immacoalta con pitture a fresco che raccontano storie della vita di Maria. Risale al Quattrocento il dipinto posto sulla parete di fondo e raffigura Maria Immacolata con angeli musici. Lo Spirito Santo è dipinto sopra di Lei. Cinquecenteschi sono i dipinti posti sulle pareti laterali di autore ignoto. Sul lato sinistro vi è raffigurata l'Annunziazione a Maria da parte dell'angelo annunciante. Nella parte inferiore vi è raffigurata la cugina Elisabetta con il figlio Giovanni Battista. Nella parete a destra vi è la visita di Maria a Elisabetta con Zaccaria. Vi è raffigurato anche l'apostolo Luca, il solo che ha narrato nei suoi vangeli l'evento. Nella parte inferiore vi è lo sposalizio della Vergine con san Giuseppe.
Segue la cappella dedicata a santa Paola Elisabetta che era precedentemente intitolata a sant'Antonio, per essere poi consacrata alla santa fondatrice della Congregazione della sacra Famiglia. La cappella è ornata con il dipinto del 1950 del pittore di Martinengo Gerolamo Poloni. L'altare è opera del 1740 di Giuseppe Caniana. Di fine Quattrocento è la cappella dedicata al santo d'Assisi che ospita dipinti opera di Pietro Bachenis. L'opera sopra l'altare maggiore raffigura il santo con le mani aperte che mostrano le stimmate. Due angeli lo sorreggono, e altri reggono cartigli dove, in volgare, sono descritte le opere del santo e paragonate a quelle di Cristo. Un Pantocratore è dipinto sulla parte superiore inserito in una Vesica piscis fortemente modificata. Il sottarco presenta immagini di frati e di suore clarisse, nonché quattro medaglioni con le scene della vita del santo.
Le due aule sono divise da un muro interamente affrescato da Pietro Baschenis nel 1623-1627,  con le Storie della passione e altri affreschi, commissionato da Contino de Mamolis che era un soldato albanese di stanza a Martinengo. Ristrutturato nei primi anni del XX secolo, il ciclo presenta la grande raffigurazione della Crocifissione in stile barocco, a fianco la rappresentazione della Preghiera nell'orto degli ulivi, Gesù con la Veronica,  l'Incoronazione di spine, Cristo flagellato alla colonna, e il Cristo portacroce. Sulla colonna portante a destra dell'arco centrale la rappresentazione di un Cristo nell'avello e quella di santa Agata e sant'Giorgio. La parete è di particolare impatto emotivo trovandosi frontale all'ingresso principale. Questo è uno dei pochi tramezza affrescati rimasti nel nord Italia.
La seconda aula era riservata al clero e ha un soffitto a volte a vela con costoni. L'abside è completo di coro quadrato con volta a crociera a sesto acuto. Mensole angolari si collegano da costoloni decorati.

### Il maestro di Martinengo
Gli affreschi presenti nella prima cappella, quella dedicata a san Francesco, furono eseguiti da un artista anonimo chiamato Maestro di Martinengo perché in questa chiesa eseguì molti dei suoi lavori ma di cui non si ha alcuna informazione biografica, la sua arte prese ispirazione da lavori di Andrea Mantegna.

La cappella che ha la raffigurazione del santo di Assisi affrescato nell'atto di mostrare le stimmate, mentre sei angeli sorreggono un cartiglio con scritte in italiano volgare. Il dipinto è rovinato ma permette una chiara lettura. Visibile è ancora il disegno preparatorio e sopra il santo i piedi di un Cristo Pantocratore dipinto entro una mandorla ma poco leggibile. Le volte presentano medaglioni con le raffigurazioni di episodi della vita del santo e il sottarco vi sono rappresentati i sei frati, cinque dei quali furono uccisi del sultano Miramolino durante il viaggio in Marocco nel 1220 e che furono canonizzati nel 1481. L'affresco li raffigura nell'atto del loro martirio, con una spada conficcata nella testa. Il dipinto è assimilabile ai pittori del Gotico Cortese, della cerchia dei Bembo, attivi nel XIV secolo. 
Anche gli affreschi della volta dell'abside, sono assegnati al medesimo pittore e rappresentano la Vergine incoronata da Cristo. Il dipinto segue gli schemi tardo duecenteschi del gotico senese. Negli spicchi laterali sono affrescati angeli musicanti in accese macchie di colore rosso, verde, giallo. Sopra l'altare vi sono rappresentati i dottori della Chiesa  e i quattro evangelisti identificabili dai relativi attributi. La raffigurazione di santa Caterina da Bologna e santa Chiara appartenenti all'ordine francescano, sono dipinte sul sottarco della cappella. Vi sono anche le raffigurazioni delle sante Maria Maddalena, Agnese, Agata, Apollonia, Lucia e Caterina d'Alessandria. Mentre il secondo sottarco vi sono rappresentati gli apostoli ognuno con un cartiglio dove è scritto una parte del Credo.  Sempre al medesimo artista, sono attribuiti anche gli affreschi dell'arco trionfale dell'Annunciazione, della Madonna col Bambino in trono, due sante, san Francesco con i santi Bernardino da Siena e Antonio di Padova. Alcuni affreschi strappati dall'aula furono collocati nella sala capitolare, e presentano le raffigurazioni della Madonna Addolorata fra santi francescani, san Francesco nell'atto di ricevere le stimmate, il beato Roberto d'Asola in ginocchio ai piedi del crocifisso. Queste opere sono databili agli ultimi anni del XV secolo.. All'artista sono attribuiti anche gli affreschi presenti nell'ex monastero di Santa Chiara di Martinengo.
La chiesa conservava anche il dipinto Assunzione della Vergine, opera giovanile di Alvise Vivarini, che pare fosse stato ordinato proprio dal condottiero, questo è conservato dalla Pinacoteca di Brera, mentre la cimasa raffigurante Cristo in pietà con angeli è esposto al Museo Adriano Bernareggi di Bergamo.